# Chris Doran
Christopher Doran (ur. 22 listopada 1979 w Waterford) – irlandzki piosenkarz muzyki pop.

## Życiorys
Jako dziecko trenował kick-boxing. Przed rozpoczęciem kariery wokalisty pracował jako robotnik na budowie. 
W marcu 2004 zwyciężył z utworem „If My World Stopped Turning” w finale programu You’re Star, a dwa miesiąc później jako reprezentant Irlandii zajął 22. miejsce w finale 49. Konkursu Piosenki Eurowizji w Stambule. Pod koniec tego samego roku wydał debiutancki album studyjny pt. Right Here. Album promował singlami: „If My World Stopped Turning” i „Nothing’s Gonna Change My Love for You”, coverem przeboju Glena Maderisa. Z debiutanckim singlem dotarł do pierwszego miejsca na liście przebojów w Irlandii.
W 2006 wydał singiel „You Know You Want It”, który nagrał z kanadyjskim zespołem Femme Fatale.

## Życie prywatne
1 czerwca 2013 roku został aresztowany razem z siedmioma innymi osobami i oskarżony o użycie przemocy po wypadku spowodowanym przy placu Seana Kelly’ego.

## Dyskografia
Albumy studyjne
| Rok  | Tytuł      | Pozycja na liście |
| Rok  | Tytuł      | IRL               |
| ---- | ---------- | ----------------- |
| 2004 | Right Here | 27                |

Single
| Rok                                                | Tytuł                                    | Pozycja na liście |
| Rok                                                | Tytuł                                    | IRL               |
| -------------------------------------------------- | ---------------------------------------- | ----------------- |
| 2004                                               | „If My World Stopped Turning”            | 1                 |
| 2004                                               | „Nothing’s Gonna Change My Love for You” | 2                 |
| 2004                                               | „Right Here Waiting”                     | 8                 |
| 2006                                               | „All of the Above”                       | 22                |
| 2006                                               | „You Know You Want It” (z Femme Fatale)  | 24                |
| 2008                                               | „Hey Girl”                               | 38                |
| „–” oznacza, że singel nie był notowany na liście. |                                          |                   |